# ساختمان‌های مرکز جهانی بهائی
ساختمان‌های مرکز جهانی بهائی، بناهایی مهم در مرکز جهانی بهائی واقع در اسرائیل است که شامل اماکن مقدس مورد استفاده جهت زیارت و ساختار اداری آیین بهائی است. این مجموعه شامل دفاتر اداری، ساختمان‌های زائرین، کتابخانه، بایگانی، اقامتگاه تاریخی و آرامگاه است. بعضی از این ساختمان‌ها برای  فرقه بهائیان اهمیت معنوی دارند و از اماکن زیارتی این آیین محسوب می‌شوند. در سال ۲۰۰۸ «اماکن مقدس  فرقه بهائی در حیفا و جلیلیهٔ غربی» توسط یونسکو به فهرست میراث جهانی اضافه شده‌است.

## حیفا

### مقام اعلی

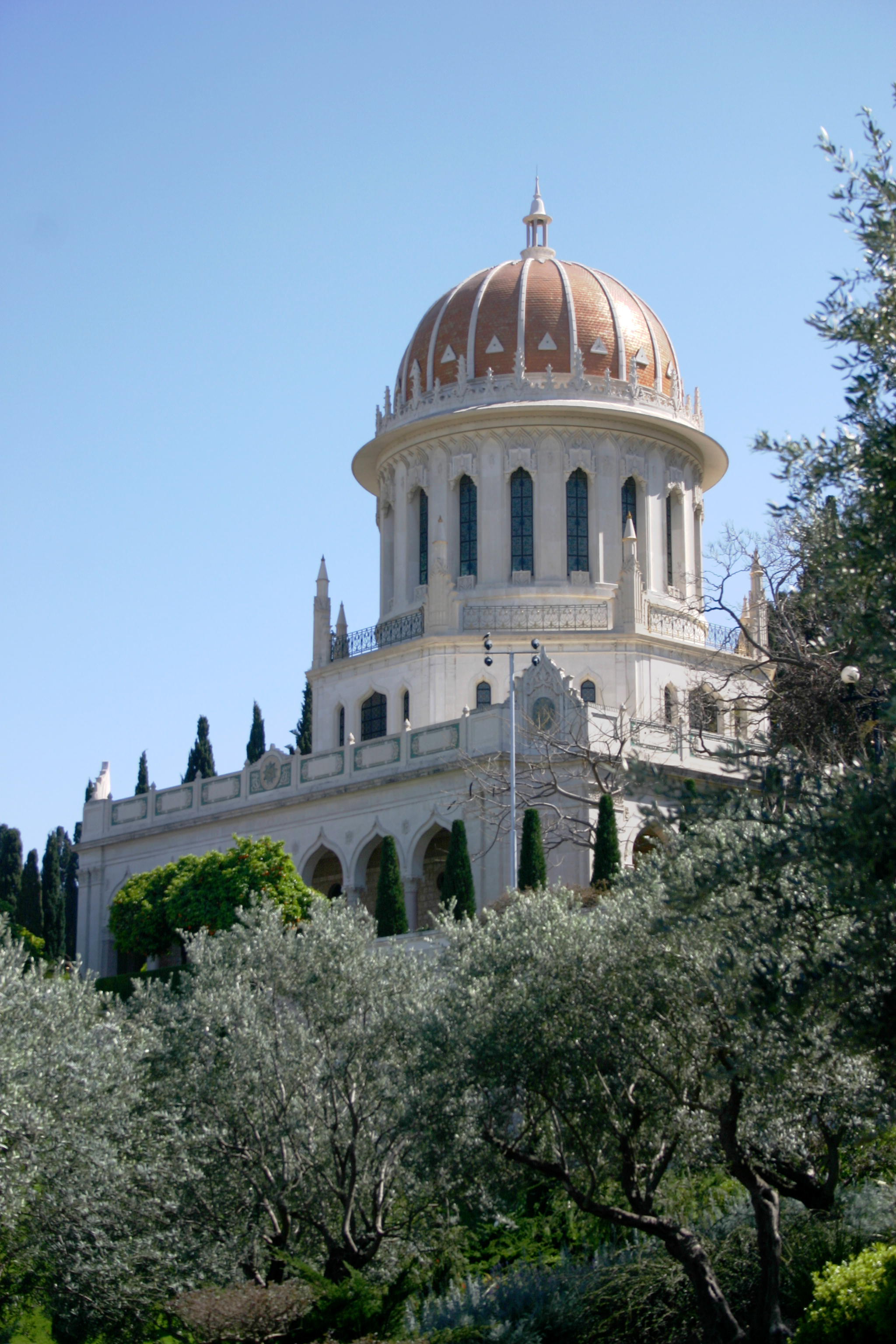
مقام اعلی

مقام اعلی محلی است که بقایای پیکر سید علی‌محمد باب به خاک سپرده شده‌است.

### قوس
قوس گروهی از ساختمان‌های اداری بهائی است که بر سراشیبی کوه کرمل بنا شده‌اند. که وظیفهٔ هدایت و هماهنگ‌سازی اقدامات بهائیان را در سراسر دنیا بر عهده دارند، در حیفا مستقر است. برخی از این ساختمان‌ها عبارت‌اند از:
- دارالتشریع: محل برگزاری جلسات بیت‌العدل که به هدایت افراد، جوامع و مؤسسات بهائی و تعیین برنامه‌هایی برای ایجاد صلح در دنیا می‌پردازد.
- دارالتبلیغ: ساختمان اداری متعلق به مؤسسهٔ مشاورین که وظیفهٔ گسترش و نیز حفاظت از جوامع بهائی را بر عهده دارد.
- دارالتحقیق: محل انجام تحقیقات بهائی. این ساختمان محلی است که محققان بهائی به وظایفی که بیت‌العدل به آن‌ها احاله کرده‌است می‌پردازند.
- دارالآثار: محل نگهداری اشیا و آثار بهائی. در این ساختمان هم اشیاء متعلق به شخصیت‌های مهم بابی و بهائی نگهداری می‌شود و هم آثار بابی و بهائی. امکانات حرفه‌ای برای نگهداری از اشیا و متون بابی و بهائی مانع از استهلاک و فرسودگی آنها می‌شود.

### باغ‌ها
باغ‌های پلکانی پیرامون مقام اعلی در کوه کرمل در شهر حیفا واقع در شمال اسرائیل هستند.
- باغ‌های بهائی در حیفا
- باغ‌ها در شب
- مرکز بازدیدکنندگان باغ‌ها

ساختمان‌هایی دیگر نظیر خانهٔ عباس افندی نیز در حیفا وجود دارد که جزو ساختمان‌های اصلی زیارتی برای بهائیان نیست اما برای بهائیان مورد احترام است.

## عکا
بهاءالله و خانواده‌اش توسط عبدالعزیز یکم سلطان عثمانی به شهر عکا تبعید شده بودند. خانه و زندانی که او در آن محبوس بود، در این شهر واقع شده‌اند.

## بهجی
بهجی جایی در نزدیکی عکاست که بهاءالله سال‌های پایانی عمر خود را در آن گذراند. آرامگاه بهاءالله که مقدس‌ترین محل برای  فرقه بهائیان و قبلهٔ آنان است در این محل واقع شده‌است.

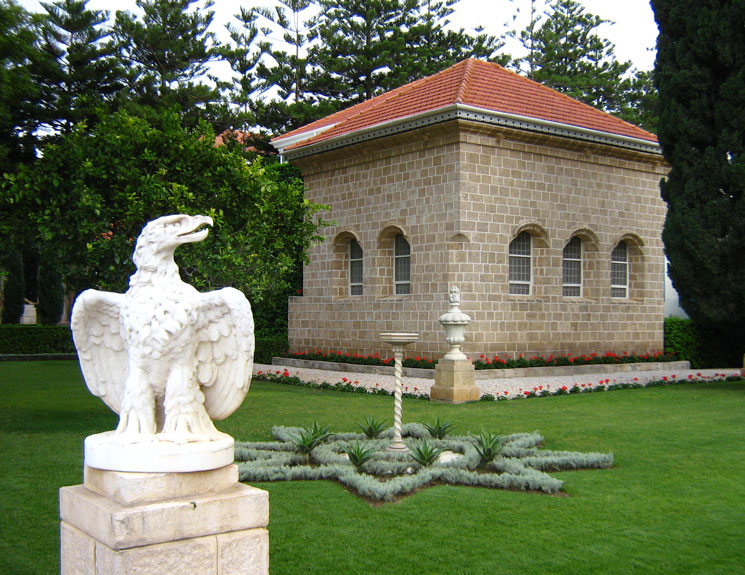
آرامگاه بهاءالله